# Шаховий композитор
Шаховий композитор — шахіст, що створює шахові композиції.
Розрізняють:
- Проблеміст — автор шахових задач.
- Етюдист — автор шахових етюдів.

Серед шахових композиторів проводять чемпіонати світу, національні чемпіонати тощо.
Присвоюються звання гросмейстер, майстер тощо.

## Відомі шахові композитори
- Гордіан Юрій Маркович
- Калина Василь Емануїлович
- Мельниченко Віктор Олександрович — Гросмейстер України з шахової композиції (1989), Міжнародний майстер спорту FIDE  [Архівовано 6 червня 2011 у Wayback Machine.](1989).
- Мітюшин Анатолій Анатолійович
- Залокоцький Роман Федорович — Гросмейстер України з шахової композиції (1997), Міжнародний майстер спорту FIDE  [Архівовано 6 червня 2011 у Wayback Machine.](2012)
- Якимчик Вітольд Вітольдович — радянський шаховий композитор.
- Фебус Френкель — французький шаховий композитор, уродженець Івано-Франківська.